# Balaenoptera
A Balaenoptera az emlősök (Mammalia) osztályának párosujjú patások (Artiodactyla) rendjébe, ezen belül a barázdásbálna-félék (Balaenopteridae) családjába tartozó típusnem.
A hosszúszárnyú bálna (Megaptera novaeangliae) kivételével, minden ma élő barázdásbálna faj ebbe a nembe tartozik. Legújabban felfedezett faj, a Balaenoptera omurai, amelyet csak 2003-ban azonosítottak önálló fajként; addig egy-két másik fajnak a törpeváltozatának vélték. Az eddig megtalált legősibb barázdásbálna maradványok körülbelül 13,65 millió évesek, és a középső miocén korszakból származnak.

## Rendszerezés
A nembe az alábbi 7-8 élő faj és 7-10 fosszilis faj tartozik:
- csukabálna (Balaenoptera acutorostrata) Lacépède, 1804
- déli csukabálna (Balaenoptera bonaerensis) Burmeister, 1867
- tőkebálna (Balaenoptera borealis) Lesson, 1828
- Bryde-bálna/Trópusi bálna fajkomplexum (Balaenoptera cf brydei/edeni) Olsen, 1913 és Anderson, 1879
- kék bálna (Balaenoptera musculus) (Linnaeus, 1758)
- Balaenoptera omurai Wada et al., 2003
- közönséges barázdásbálna (Balaenoptera physalus) (Linnaeus, 1758) - típusfaj

- †Balaenoptera bertae Boessenecker, 2013 - késő miocén-késő pliocén, Kalifornia[7][8]
- †Balaenoptera cephalus - miocén, Maryland[9][10]
- †Balaenoptera colcloughi - pliocén, Kalifornia[11]
- †"Balaenoptera" cortesii[5]
- †Balaenoptera davidsonii - pliocén, Kalifornia[12][13]
- †"Balaenoptera" portisi[5]
- †"Balaenoptera" ryani[5]
- †Balaenoptera siberi - késő miocén, Peru[5][14]
- †Balaenoptera sursiplana Pilleri & Pilleri, 1989[15]
- †Balaenoptera taiwanica - pliocén, Tajvan[16][17]

Egy 2012-es évi rendszerezés szerint ez a emlősnem három másikra osztható: Balaenoptera - csak a közönséges barázdásbálna, Pterobalaena - a két csukabálna és Rorqualus - az összes többi; ám ebből egyelőre nem lett semmi.

### Fordítás
- Ez a szócikk részben vagy egészben  a   Balaenoptera című angol Wikipédia-szócikk ezen változatának fordításán alapul.  Az eredeti cikk szerkesztőit annak laptörténete sorolja fel. Ez a jelzés csupán a megfogalmazás eredetét és a szerzői jogokat jelzi, nem szolgál a cikkben szereplő információk forrásmegjelöléseként.
- Ez a szócikk részben vagy egészben  a   List of extinct cetaceans#Suborder_Mysticeti című angol Wikipédia-szócikk ezen változatának fordításán alapul.  Az eredeti cikk szerkesztőit annak laptörténete sorolja fel. Ez a jelzés csupán a megfogalmazás eredetét és a szerzői jogokat jelzi, nem szolgál a cikkben szereplő információk forrásmegjelöléseként.